# Damn, dis-moi
Singles de Christine and The Queens
Here
(2016) Doesn't matter (voleur de soleil)
(2018)
Damn, dis-moi, également publiée sous le titre Girlfriend, est une chanson de la chanteuse française Christine and the Queens en featuring avec le musicien funk américain Dâm-Funk.
Damn, dis-moi est la version francophone et Girlfriend est la version anglophone. Les deux versions sont sorties le 17 mai 2018,,.

## Contexte
La chanteuse a annoncé une nouvelle tournée prévue pour l'automne 2018 et un nouvel album,. Damn, dis-moi / Girlfriend est le premier extrait du nouvel album de l'artiste.

## Vidéos
Les audios des vidéos des deux versions (française et anglaise) ont été réalisés sur la chaîne YouTube de Christine and the Queens, le 17 mai 2018. Sur l'image, il y a un nouveau nom Chris. Elle a aussi changé le nom de son site Web. Le 24 mai 2018, elle sort les vidéos officielles des deux versions sur YouTub]. En août 2018, les clips atteignent respectivement 4 millions et 1 million de vues sur YouTube.
En août 2018, la vidéo de Girlfriend chorégraphiée par (LA)HORDE, exécutée par plusieurs danseurs donc Romain Guillermic, fait l'objet d'un article du quotidien américain The New York Times. Celui-ci met en avant les influences du clip Bad de Michael Jackson et de la comédie musicale West Side Story. Il parle également du personnage que joue l'artiste dans Girlfriend et se penche sur le thème des LGBT+ abordé dans le clip.

## Performances en live
Pendant le BBC Radio 1's Biggest Weekend 2018 à Swansea au Pays de Galles, Chris a chanté plusieurs chansons de son répertoire dont Girlfriend. Le 5 juin 2018, elle se produit une nouvelle fois au Royaume-Uni, cette fois à la télévision pour la chaîne BBC Two, lors de l'émission Later… with Jools Holland. Le 8 juin 2018, la chanteuse interprète Damn, dis-moi aux arènes de Nîmes lors de l'émission La chanson de l'année 2018 diffusée sur la chaîne de télévision française TF1. Le 12 juin 2018, l'artiste interprète Girlfriend durant l'émission américaine The Tonight Show Starring Jimmy Fallon, diffusée sur la chaine de télévision NBC. Le 21 juin 2018, elle interprète une nouvelle fois Damn, dis-moi lors de La Fête de la Musique à Nice, diffusée par la chaîne de télévision française France 2.

## Accusation de plagiat
La chanteuse a été accusée de plagiat pour avoir utilisé des boucles pré-composées sur le logiciel MAO Logic Pro pour composer la musique de la chanson. Cela a provoqué des critiques sur les réseaux sociaux. Cependant, la chanteuse affirme avoir utilisé des compositions libres de droit.

## Réception commerciale

### Damn, dis-moi
En France, lors de sa 1re semaine d'exploitation, le single entre 69e du top singles fusionné (téléchargements + streaming) avec 3 701 unités,. La semaine suivante, il monte à la 66e place. Plus tard, le single atteint la 61e place. Dans le top des ventes pures (sans streaming), le single atteint la 7e place.
Le single n'entre pas dans les classements nationaux suisses, mais atteint la 15e place en Suisse romande.

### Girlfriend
Au Royaume-Uni, le single entre à la 95e place. Plus tard, il atteint la 85e place. Girlfriend entre 76e dans le classement écossais qui n'inclut pas le streaming. Il atteint plus tard la 31e place. Le titres est certifié disque d'or à l'export en 2019 pour 20 110 117 équivalents-ventes.

### Damn, dis-moi+Girlfriend
Les deux classements régionaux belges (flamand et wallon) prennent en compte les ventes des deux versions en une seule jusqu'à la semaine du 15 au 21 juin 2018 incluse. La première semaine, cette version n'entre dans aucun des deux classements Ultratop 50. Cependant, il entre respectivement à la 22e et à la 15e place de l'Ultratip wallon et de l'Ultratip flamand. La semaine suivante, il entre dans les deux classements Ultratop 50: 21e pour la région flamande, 45e pour la région wallonne. Il atteint plus tard la 13e place en Wallonie,,. En Belgique, lors de la semaine du 22 au 28 juin 2018, le single est 10e en dans l'Ultratop 50 singles wallon et 35e en Flandre,.

## Liste des pistes

### Damn, dis-moi[27]
| 1. | Damn, dis-moi (Version française) | 3:21 |
| 2. | Girlfriend (English version)      | 3:21 |

### Girlfriend[28]
| 1. | Girlfriend (English version) | 3:21 |

## Crédits
- Christine and the Queens – chant
- Dâm-Funck – solo de synthétiseur, voix
- Jordan Bahat – réalisateur
- (LA)HORDE – danse

## Classements

### Damn, dis-moi+Girlfriend
| Classement (2018)                       | Meilleure position |
| --------------------------------------- | ------------------ |
| Belgique (Flandre Airplay)              | 9                  |
| Belgique (Flandre Ultratop 50 Singles)  | 21                 |
| Belgique (Wallonie Airplay)             | 1                  |
| Belgique (Wallonie Ultratop 50 Singles) | 7                  |

### Damn, dis-moi
| Classement (2018)                       | Meilleure position |
| --------------------------------------- | ------------------ |
| France (Classement Radios) (SNEP)       | 8                  |
| France (Top Singles Fusionné) (SNEP)    | 61                 |
| France (Top Singles Streaming) (SNEP)   | 82                 |
| France (Top Singles Téléchargés) (SNEP) | 7                  |
| France (Top Ventes) (SNEP)              | 7                  |
| Suisse (Schweizer Hitparade Romandie)   | 15                 |

### Girlfriendversion
| Classement (2018)                         | Meilleure position |
| ----------------------------------------- | ------------------ |
| France (Top Singles Téléchargés) (SNEP)   | 26                 |
| France (Top Ventes) (SNEP)                | 27                 |
| Écosse (Official Charts Company)          | 31                 |
| Royaume-Uni (Official Charts Company)     | 85                 |
| Royaume-Uni (UK Download Chart)           | 20                 |
| Royaume-Uni (Update Singles Charts) (OCC) | 77                 |
| Royaume-Uni (Sales Singles Charts) (OCC)  | 20                 |
| Royaume-Uni (Indie Singles Charts) (OCC)  | 18                 |

## Certifications
| Pays   | Organisme     | Certification | Seuil                          | Equivalents streams atteints |
| ------ | ------------- | ------------- | ------------------------------ | ---------------------------- |
| France | SNEP          | Or            | 15 000 000 équivalents streams | 100 000 unités               |
| France | Bureau Export | Or            | 15 000 000 équivalents streams | 20 110 117 (134 067 unités)  |

## Historique de sortie
| Région      | Date        | Format                                      | Labels                   | Réf.  |
| ----------- | ----------- | ------------------------------------------- | ------------------------ | ----- |
| France      | 17 mai 2018 | - Téléchargements, plateformes de streaming | Caroline / Because Music | ,     |
| Royaume-Uni | 17 mai 2018 | - Téléchargements, plateformes de streaming | Caroline / Because Music | [ 3 ] |
| États-Unis  | 17 mai 2018 | - Téléchargements, plateformes de streaming | Caroline / Because Music | [ 5 ] |